# Astronebris
Astronebris is een geslacht van slangsterren uit de familie Asteronychidae. De wetenschappelijke naam van het geslacht werd in 1967 voorgesteld door Maureen Downey.

## Soorten
- Astronebris tatafilius Downey, 1967